# Ломбардо-Венеційське королівство
Ломбардо-Венеційське королівство (лат. Regnum Langobardiae et Venetiae; італ. Regno Lombardo–Veneto; нім. Königreich Lombardo–Venetien), також відома як «Австрійська Італія» (нім. Österreichisches Italien) — коронна земля Австрійської імперії, створена в 1815 році згідно з рішеннями Віденського конгресу, який скасував Італійське королівство, проголошене Наполеоном  в 1805 році і визнав права австрійських Габсбургів на території колишніх Міланського герцогства (Ломбардії) та Венеційської республіки у Північній Італії, які і утворили територію Ломбардо-Венеційського королівства. 
Резиденція віцекоролів знаходилась у Мілані і Венеції, віцекоролі призначались  імператорським двором у Відні. Єдиним королем, що коронувався як король Ломбардо-Венеційського королівства, був імператор Австрії Фердинанд I.
Королівство проіснувало лише п’ятдесят років — Ломбардія була передана Франції в 1859 році після Другої війни за незалежність Італії, яка потім негайно передала його Сардинському королівству. Ломбардо-Венеційське королівство було остаточно скасоване в 1866 році, коли залишки його території було включено до складу нещодавно проголошеного Королівства Італія після перемоги королівства над Австрією в Третій війні за незалежність Італії.

## Історія

### Створення
У Паризькій угоді 1814 року австрійці підтвердили свої претензії на території колишнього ломбардського Міланського герцогства, яке з 1714 року перебувало під владою Габсбурзької монархії, разом із суміжним Мантуанським герцогством — австрійською гілкою династії в 1708-96 рр., а також колишньої Венеціанської республіки, яка була під владою Австрії з перервами після договору Кампо-Форміо 1797 року.
Віденський конгрес об'єднав ці землі в єдине королівство, яким керував в особистій унії австрійський імператор Габсбург; на відміну від сусіднього Великого герцогства Тоскани, герцогства Модена і Реджо, а також герцогства Парма, які залишалися незалежними одиницями під владою Габсбургів. 
Австрійського імператора представляв віцекороль, призначений імператорським двором у Відні та резиденти в Мілані та Венеції.

### Роки Королівства
Першим королем Ломбардо-Венеційського королівства був Франц I в 1815-35 рр. Його син Фердинанд I правив в 1835-48 рр. У Мілані 6 вересня 1838 року він став останнім королем, який був коронований Залізною короною Ломбардії. Згодом корону привезли до Відня після втрати Ломбардії в 1859 році, але повернули Італії після втрати Венеції в 1866 році.
Хоча місцева адміністрація була італійськомовною, австрійській владі довелося впоратися з рухом за об’єднання Італії (Рісорджіменто). Після народної революції 22 березня 1848 року, відомої як «П'ять днів Мілана», австрійці втекли з Мілана, який став столицею Тимчасового урядк Мілану. Наступного дня Венеція також повстала проти австрійського панування, сформувавши Тимчасовий уряд Венеції. Австрійські війська під командуванням фельдмаршала Йозефа Радецького після перемоги над сардинськими військами в битві при Кустоці (24–25 липня 1848 р.) увійшли до Мілана (6 серпня) і Венеції (24 серпня 1849 р.) і знову відновили австрійське панування.
Імператор Австрії Франц Йосиф I правив королівством до кінця його існування. Посаду віце-короля було скасовано й замінено генерал-губернатором. Посаду спочатку обійняв фельдмаршал Радецький, а після його відставки в 1857 році він перейшов до молодшого брата Франца Йосипа Максиміліана (який згодом став імператором Мексики), який служив генерал-губернатором у Мілані в 1857-59 рр..

### Скасування королівства
Після Другої війни за незалежність Італії та поразки в битві при Сольферіно в 1859 році Австрія за Цюрихським договором мала поступитися Ломбардією до річки Мінчі, за винятком фортець Мантуя і Песк'єра, французькому імператору Наполеону III, який негайно передав його Сардинському королівству. Максиміліан усамітнився в замку Мірамаре поблизу Трієста, а столицю було перенесено до Венеції. Проте Венеція та Мантуя, що залишилися, також відійшли до Італійського королівства після Третьої війни за незалежність Італії за Празьким миром 1866 року. Територія Венеції та Мантуї була формально передана від Австрії до Франції, а потім передана Італії 19 жовтня 1866 року з дипломатичних причин; плебісцит ознаменував анексію Італією 21–22 жовтня 1866 р.